# Eduard Selami
Eduard Selami – przewodniczący Demokratycznej Partii Albanii w latach 1992-1995, z jej ramienia deputowany do Zgromadzenia Albanii w latach 1992-1996 i 2013-2017.